# 숙가황귀비
숙가황귀비(淑嘉皇貴妃, 만주어: ᡝᠠᡳᠰᡳᠨ
ᡤᡳᠣᡵᠣ
ᠶᠣᠩ
ᠰᡳᡠ Nemgiyen Saišacuka Hūwang Guifei, 1713년 9월 13일 ~ 1755년 11월 17일)는 긴갸 하라(金佳氏, 만주어: ᡤᡳᠩᡳᠶᠠ
ᡥᠠᠯᠠ Gingiya Hala) 출신으로 만주 정황기인(正黃旗人, 만주어: ᡤᡠᠯᡠ
ᡤᡡᠰᠠ
ᡤᡡᠰᠠᡳ
ᠨᡳᠶᠠᠯᠮᠠ Gulu Kubuhe Suwayan Gūsai Niyalma)이다. 그녀는 제6대 황제인 건륭제의 후궁으로, 제4황자 화석단친왕(和碩端親王, 만주어: ᡥᠣᡧᠣᡳ
ᡤᡝᠨᠴᡝᡥᡝᠨ
ᠴᡳᠨ
ᠸᠠᠩ Hošoi Gencehen Cin Wang) 용청(永珹, 만주어: ᠶᠣᠩ
ᠴᡝᠩ Yong Ceng), 제8황자 화석의친왕(和碩儀親王, 만주어: ᡥᠣᡧᠣᡳ
ᠶᠣᠩᠰᠣ
ᠴᡳᠨ
ᠸᠠᠩ Hošoi Yongso Cin Wang) 용쇼완, 제9황자 영유(永瑜, 만주어: ᠶᠣᠩ
ᠶᡠ Yong Yu), 제11황자 화석성친왕(和碩成親王, 만주어: ᡥᠣᡧᠣᡳ
ᡤᡝᠩᡤᡳᠶᡝᠨ
ᠴᡳᠨ
ᠸᠠᠩ Hošoi Genggiyen Cin Wang) 영성(永瑆, 만주어: ᠶᠣᠩ
ᠴᠣᠩ Yong Cong)을 낳았다.

## 생애
그녀는 1713년 9월 13일, 정묘호란 때 후금으로 잡혀간 만주 정황기 보오이인(包衣人, 만주어: ᠪᠣᠣᡳ
ᠨᡳᠶᠠᠯᠮᠠ Booi Niyalma) 조선 의주 출신의 긴 산다리(金三達理, 만주어: ᡤᡳᠨ
ᠰᠠᠨᡩᠠᡵᡳ Gin Sandari)의 증손인 긴 산보오(金三寶, 만주어: ᡤᡳᠨ
ᠰᠠᠨᠪᠣᠣ Gin Sanboo)의 딸로 태어났다.
건륭제의 잠저 시절 격격(格格) 출신이며 건륭제 즉위 후 귀인의 신분이 되었다. 1737년 5월 11일, 건륭제는 김귀인을 가빈(嘉嬪, 만주어: ᠨᡝᠮᡤᡳᠶᡝᠨ
ᡦᡳ Nemgiyen Pi)으로 삼았다. 12월 4일에 정식으로 가빈으로 책봉되었다.
1739년 정월 14일에 건륭제의 제4황자 영성(永珹)이 태어났다. 1741년 2월 13일 숭경황태후 뉴호록씨의 의지를 받들어 가비(嘉妃, 만주어: ᠨᡝᠮᡤᡳᠶᡝᠨ
ᡶᡝᡳ Nemgiyen Fei)로 책봉됐다. 같은 해 2월 16일, 정3품 무비원경(武備院卿)이었던 김삼보가 가빈봉지책립(嘉嬪奉旨冊立)을 위한 사은절을 올렸고, 가비(嘉妃)를 그의 장녀로 언급했다.
1746년 7월 15일 오후, 제8황자 영선(永璇)을 낳았다.
1748년 7월 초하루에 건륭제는 출산을 앞둔 가비(嘉妃)를 귀비(貴妃, 만주어: ᡤᡠᡳᡶᡝᡳ Guifei)로 진봉하였다. 같은 해 7월 9일에 제9황자 용유가 태어났다. 1749년 4월 5일에 정식으로 가귀비(嘉貴妃)로 책봉되었다. 예부는 원래 혜현황귀비(慧贤皇贵妃) 고가씨(高佳氏)의 초봉 귀비례에 따라 예물을 받을 계획이었으나, 건륭제는 가귀비가 건륭 10년의 한귀비와 순귀비인 진봉 귀비의 예우에 따르도록 하였다.
1752년 2월에 제11황자 영성을 낳았고, 7월 25일에 가귀비 사십천추에 예은대로 물품 팔십점을 하사하였다. 같은 해 10월 17일, 계황후 휘발나랍씨, 유릉지궁을 순시했다. 가귀비(嘉貴妃)의 아들은 황위 계승자 명단에 들어 있던 것으로 추정된다.
1755년 11월 15일 가귀비(嘉貴妃) 김씨는 병으로 세상을 세상을 떠났다. 건륭제는 그녀를 황귀비로 추서하고, 11월 17일 숙가황귀비(淑嘉皇貴妃)로 시호를 내렸으며, 관은 잠시 정안장 빈궁에 안치하였다.
후에 가경제는 가귀비(嘉貴妃) 김씨의 소속을 만주 정황기의 기분 니루로 변경하고 '긴갸'(金佳, 만주어: ᡤᡳᠩᡳᠶᠠ Gingiya)라는 만주 성씨를 하사하였다. 일가의 기적 변경은 호쇼이 친왕과 도로이 균왕으로 책봉된 세 아들의 외가의 신분을 포의 신분에서 벗어나게 하기 위한 조치이다.

## 같이 보기
- 기황후
- 입팔분공
- 김간

## 참고 문헌
《청사고(淸史稿)》卷二百十四 列傳一 后妃 中 "淑嘉皇貴妃, 金佳氏"